# توماس وارن كامبل
توماس وارن كامبل (Thomas Warren Campbell) (ولد في التاسع من ديسمبر عام 1944), هو فيزيائي, ومؤلف الثلاثية نظرية كل شيء الكبيرة (My Big TOE). (الاختصار TOE هو اسم تاجي يرمز إلى نظرية كل شيء).

## السيرة الذاتية
كان كامبل هو المحاضر الأساسي في مؤتمر (Professional Seminar) الثاني والعشرين الذي عقد في معهد مونرو (The Monroe Institute) في الفترة ما بين 20 إلى 24 مارس 2012 (متوفر على موقع YouTube باللغة الإنجليزية وأيضًا مصحوب بترجمة إلى الإسبانية)، وكان كامبل من قبل عضوًا في مجلس إدارة هذا المعهد. ولقد كرم معهد مونرو كامبل باعتباره "الفيزيائيTC amp;quot; الموصوف في كتاب روبرت مونرو (Robert Monroe) الثاني Far Journeys (رحلات بعيدة).
ناقش كامبل كتابه في عرض أمام جمعية لندن الروحية (London College of Spirituality) في الثاني والعشرين من فبراير عام 2008 تحت عنوان الفيزياء وعلم ما وراء الطبيعة والوعي.
يتمتع كامبل الفيزيائي المتخصص بخبرة في بناء محاكاة للأنظمة الكبيرة وتطوير التقنيات والتكامل وتحليل مخاطر ونقاط ضعف النظام المعقد، التي تفيد غالبًا في أنظمة الدفاع الصاروخية الأمريكية، ولقد شمل ذلك التعاون مع قيادة الفضاء والدفاع الصاروخي (Space and Missile Defense Command),وكذلك وكالة الدفاع الصاروخي (Missile Defense Agency) وناسا.

## وصلات خارجية
- www.mybigtoe.com
- Physics, Metaphysics, and the Nature of Consciousness على يوتيوب
  - Presentation Deck for the presentation above